# عقده الکترا

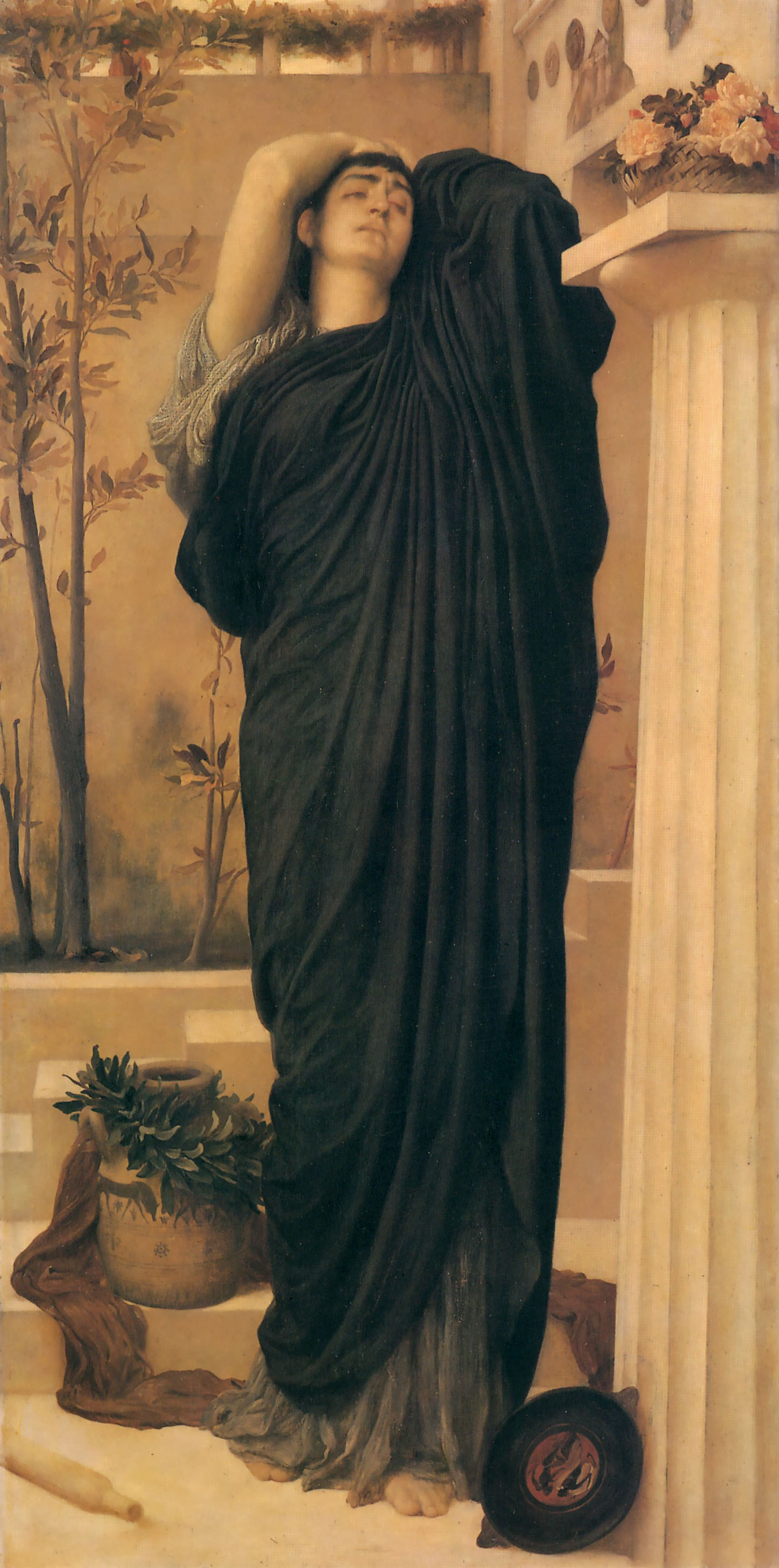
الکترا کنار قبر آگاممنون، اثر فردریک لایتون، حدود ۱۸۶۹

عُقدهٔ اِلِکترا (به انگلیسی: Electra Complex)، یکی از اصطلاحات روان‌کاوی است. عقدهٔ الکترا در دختر، معادل عقدهٔ اُدیپ در پسر است. الکترا برادرش، اورستس، را واداشت که مادرشان، کلوتایمنسترا، و ناپدری‌شان، آیگیستوس، را به انتقام کشتن پدرشان، آگاممنون، به قتل برساند. فروید در نظریهٔ روانکاوی، از این داستان، برای توصیف میل ناخودآگاه دختر به از بین بردن مادر، و تصاحب پدر در دورهٔ ذکری رشد روانی-جنسی استفاده کرده‌است.
فروید، پس از توضیح عقدهٔ اُدیپ برای شکل‌گیری هویت مردانه، مسئلهٔ هویت زنانه را حل‌ناشده گذاشت. فرض او در ابتدا این بود که برای دختربچه‌ها، عقدهٔ ادیپ به سادگی معکوس می‌شود. به این ترتیب که دختربچه نیز مانند پسربچه، ابتدا مادر را موضوع عشق خود قرار می‌دهد، اما بعد با تغییر جهت میل، روبه‌رو می‌شود و به پدر، میل می‌ورزد؛ اما در نتیجهٔ رقابت مادر، احساس زنا با محارم را در خود، سرکوب می‌کند، و اشتیاقش را به مردان بزرگسال دیگر، معطوف کرده، و به این طریق، خود را با مادر، همسان می‌کند.
نظر فروید راجع به آنچه باعث تغییر جهت میل دختربچه از مادر به پدر می‌شود، در طول زمان تغییر کرد. او در ابتدا این فرض را مطرح کرد که دختربچه پیش از آن که کلیتوریس خود را با آلت مردی یک پسربچه مقایسه کند، گمان می‌کند که خود نیز ذَکَر دارد. اما پس از مقایسه، تصور می‌کند که ذکر او کنده شده، از این رو دختر اختگی را همچون «عملی که پیش از این انجام شده» تجربه می‌کند، در حالی که برای پسران اختگی صرفاً یک تهدید است. پس فکرش از ذکر به یک بچه منتقل می‌شود، خواستی که سرآغاز عقدهٔ ادیپ است که او را وامی‌دارد به پدر به عنوان موضوع عشق روی بیاورد.
فروید بعدها در این تحلیل تجدید نظر کرد. او همچنان معتقد بود که اختگی برای دختران همچون عملی انجام شده مطرح می‌شود، ولی دیگر آن را به واقعیتی صرفاً کالبدشناختی نسبت نمی‌داد (کلیتوریس در برابر ذکر) بلکه آن را این گونه توضیح می‌داد که دختر مادر را سرزنش می‌کند که به او یک ذکر درست نداده است.
پس از این نقطه، سه راه در مقابل دختر گشوده می‌شود:
1. دختر کوچک می‌تواند به سهولت میل جنسی را به کلی کنار بگذارد.
2. دختر می‌تواند نقص خود را منکر شود، و به مردانگیِ به خطر افتاده‌اش بچسبد و امیدوار باشد روزی ذکری بیابد. از نظر فروید این عقدۀ مردانه می‌تواند به همجنس خواهی زنانه ختم شود.
3. دختر می‌تواند از مادر گذار کند و پدر را موضوع عشق خود قرار دهد و از پدر نیز به مردان دیگر منتقل شود.[۶]

## زمینه
این اصطلاحِ روان‌کاوانه برای تنش روان‌کافتیِ زنانه-دخترانه، از شخصیتِ الکترا از اسطوره‌شناسی یونانی آمده‌است که با برادرش اورستس علیه مادرش کلوتایمنسترا و ناپدریِ خویش آیگیستوس ، مرتکبِ مادرکشی شد تا انتقامِ پدرش آگاممنون را گرفته باشد. زیگموند فروید جوانبِ مونثانهٔ نظریهٔ تکاملِ جنسی – اینکه دختر در موقعیت جنسی نسبت به پدرش، با مادرش تنش دارد – را به عنوان «عقدهٔ ادیپ زنانه» یا «عقدهٔ ادیپ منفی» نامید. کارل گوستاو یونگ بود که در سال ۱۹۱۳ از اصطلاح الکترا برای آن استفاده کرد.: 8  فروید، اصطلاح یونگ را به عنوان «روان‌کاوانه غلط» رد کرد:«آنچه ما در مورد عقده ادیپ گفتیم با سختگیری کامل فقط در مورد کودک پسر صدق می کند و ما در رد اصطلاح "عقده الکترا" که به دنبال تأکید بر قیاس بین نگرش دو جنس است حق داریم.»
فروید در ۱۹۳۱ در مقاله‌اش در باب «جنسیت زنانه» می‌گوید که مدت‌هاست دیگر انتظار ندارد «یک شباهت تمام عیار میان رشد جنسی مرد و زن» ببیند. همچنین در پایان مقاله‌اش «حل عقدۀ ادیپ» نتیجه‌گیری می‌کند فهم او از این فرایند در دختران به طرزی ناخرسندکننده ناقص و مبهم است. ارنست جونز در زندگی‌نامه‌اش می‌گوید که فروید یک بار به ماری بناپارت گفت که پس از سی سال نتوانسته است به این پرسش پاسخ دهد که زن چه می‌خواهد.
در صورت‌بندی یک هویت جنسی مستقل زنانه (خود)، تجربهٔ جنسی-روانیِ قاطعِ یک دختر، «عقدهٔ الکترا» است: رقابت مادر و دختر بر سر پدر. در مرحلهٔ فالیک (سن ۳–۶) است که بچه از بدنش آگاهی می‌یابد و کنجکاوی‌اش پیرامونِ بدنِ والدین دیگر بچگان (نواحی شهوت‌خیز) را با درآوردنِ لباس‌ها و کشفِ یکدیگر ارضا می‌کند و بنابراین تفاوت‌های جنسی فیزیکی میان مونث و مذکر، میان پسر و دختر را می‌یابد. هنگامی که وابستگی جنسی اولیه دختر به مادرش با کشف این که او - دختر - آلت تناسلی ندارد به پایان می رسد، میل جنسی (لیبیدو) خود را به پدرش منتقل می کند و رقابت جنسی با مادرش را افزایش می دهد.